# 情熱トロピカーナ
「情熱トロピカーナ」（じょうねつトロピカーナ）は、シーモネーター（現・SEAMO）&DJ TAKI-SHITの2枚目のシングル。

## 解説
- 2ndシングルとして、2002年7月31日にソニーレコードよりリリースされた。
- PVには、冒頭とラストに山本晋也が出演している。

## 収録曲
1. 情熱トロピカーナ
作詞：高田尚輝／市川喜康　作曲：滝川浩二／George Michael／Andrew Ridgeley
ワム!の「クラブ・トロピカーナ」をサンプリングしている。
2. Over The Top Rope 
作詞：高田尚輝／水谷聡史／新美太祐　作曲：滝川浩二
3. Limited Love
作詞：高田尚輝　作曲：滝川浩二
4. 情熱トロピカーナ（Instrumental）
5. 浪漫ストリーム（Instrumental）